# H定理

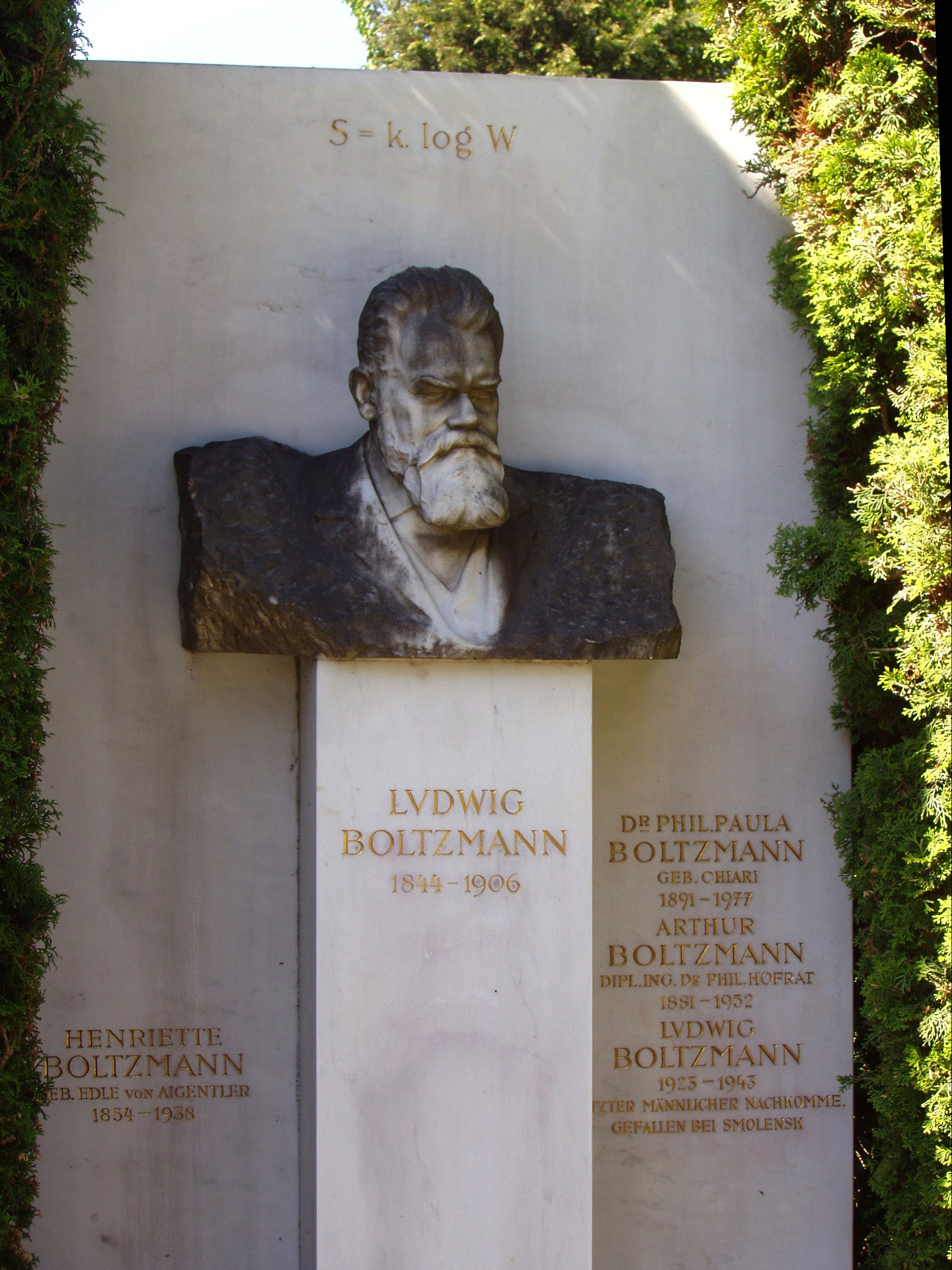
ルートヴィッヒ・ボルツマンの墓碑（オーストリア、ウィーン）

H定理（エイチていり、英: H-theorem）とは、理想気体のエントロピーが不可逆過程では増大することを示す統計力学の定理。すなわち、熱力学第二法則を分子論的に説明するものである。1872年、ルートヴィッヒ・ボルツマンがボルツマン方程式の考察から導いた。
H定理は、微視的には可逆（時間反転可能）な力学的過程からエントロピー増大則を導くということで、その正当性について数多く議論がなされてきた。力学からの不可逆性の導出に関しては、H定理以外にも多くの試みがなされているが、現在もなお物理学の未解決問題の一つと考えられている。
なお、この定理は現在ではエイチ定理と呼ばれるが、H はラテン文字のエイチではなくギリシャ文字 η （イータ）の大文字である、とする意見もある。

## H定理
H という量は、速度空間上の積分
{\displaystyle H\equiv \int {P({\ln P})\mathrm {d} ^{3}v}=\left\langle {\ln P}\right\rangle }
ここで P(v) は粒子の速度 v に関する確率密度関数
で定義される（つまりHは ln P の平均である）。これはのちにクロード・シャノンの定義した情報エントロピーと同じ形である。
ボルツマンはボルツマン方程式を用いてこの H を求めた。ボルツマン方程式は粒子間の衝突を表す項を含んでおり、これは一般には計算できないが、分子的混沌の仮定（衝突数の仮定）、つまり2粒子の速度の間には相関がないという仮定をおけば計算できる。
この場合、H を時間で微分したものの被積分関数は、−(f1 − f2)(ln f1 − ln f2)  という形になる（f1, f2 はそれぞれ2粒子の確率密度関数）。これは常に負または0であることから、H は決して増大しないことが証明される。
N 個の統計学的に独立な粒子からなる系を考えると、H には熱力学エントロピー S と次のような関係がある：
{\displaystyle S\equiv -NkH}
ゆえに H 定理から、S は減少しないことになる。

## 批判と反論
ヨハン・ロシュミットは「時間対称的な力学から不可逆過程が導かれるはずがない、どこかに間違いがあるはずだ」と反論した（ロシュミットの逆行性批判、または時間の矢のパラドックス）。
これに対する答えこそが、「分子的混沌の仮定」である。これにより、巨視的には時間対称性は破れることになる。ただし現在も、この仮定がない一般的な場合には、H定理は証明されていない。
一方エルンスト・ツェルメロは、ポアンカレの再帰性定理に基づき、「もとと同じ微視的状態に限りなく近づくことがあるはずだ」と主張した（ツェルメロの再帰性批判）。
これに対しては、確かに同じ状態に戻る（H が増大する）確率は全くのゼロではないが、それに要する再帰時間は途方もなく長くて、現実にはありそうもないという反論が成り立つ。

## その後の進展
ギブズは1902年に別の方法で H を定義し、やはり H が増加しないことを示した。
この H はボルツマンの H とは異なり、相空間内での分布関数を有限微小体積で平均化（粗視化）した上で、これから積分ではなく総和として定義したものである。厳密な分布関数を元にした H はリウヴィルの定理により時間変化しないが、粗視化すると減少しうるのである。
ボルツマンの H は微視的な粒子の速度分布から求められた量である。それに対しギブズの H は、全粒子からなる微視的系の、巨視的系の中における分布（統計集団）から求められる点で異なる。
ギブズの粗視化 H は平衡状態に向かって一方的に減少する傾向を示し、また平衡状態ではボルツマンの H と一致する。またボルツマンの分子的混沌仮定も、統計集団の乱雑さを分子論的に解釈したものと考えられ、それゆえこの"ギブズのH定理"はボルツマンのH定理を一般化したものと考えられている。しかしギブズの粗視化 H は、非平衡定常状態をうまく説明できないことが指摘されており、必ずしも一般的なものとはいえない。
さらにその後、古典力学でなく量子力学に基づいた証明も提案されているが、これについては遷移確率の適用法や解釈をめぐって現在でも議論の的になっている。
また分子運動のカオス性にもとづき、カオス理論を用いた説明も試みられている。しかし現在も、非平衡状態における H の（そしてエントロピーの）定義として、すべての物理学者のコンセンサスを得られるものには至っていない。
H定理は、H が増加する（つまりエントロピーが減少する）確率は全くゼロではないけれども完全に無視できるほど小さい、ということを述べている。その確率はH定理からは具体的に示されないが、20世紀末に提出されたゆらぎの定理によって見積ることが可能となった。